# Кацу Каишу
Кацу Каишу (транслит. ; Едо, 12. март 1823 — Акасака, 21. јануар 1899) био је јапански државник и морнарички инжењер током касног периода владавине Токугава шогуната и раног периода Меиџи обнове. Каишу је надимак који је дао себи, преузимајући га из дела калиграфије Сакума Шозана (Kaishū Shooku, јап. 海舟書屋). Током живота често су га ословљавали другим именима па је кроз историју познат и као Ринтаро (Rintarō 麟太郎), што му је било и право име од детињства, Јошикуни (Yoshikuni 義邦), Ава (Awa 安房) скраћено од његове титуле Авано-ками (Awano-kami 安房守), али и Јасујоши (Yasuyoshi 安芳) име које је узео после Меиџи обнове.
Катсу Кашу се у једном тренутку уздигао до високе позиције комисионера (Gunkan-bugyō) у морнарици Јапана (тада још под Токугавином владавином). Познат је по својој улози у предаји Еда, садашњег Токија.

## Детињство и младост
Кацу је рођен у Еду (данашњи Токио) од стране ниже ранкираног пратиоца Токугава Шогуна. Његов отац, Кацу Кокичи, судећи по аутобиографији, био је глава породице ниже класе самураја и човек лоше нарави. Кацу Каишу, који се тада звао Ринтаро, у младости је одлазио да учи холандски језик и Европску војну стратегију што су вештине коју су му добродошле када је позван да буде преводилац између тадашње јапанске владе и владе европских држава после отварања граница Јапана. У то време Кацу добија репутацију експерта за западну војну технологију.
По препоруци холандских морнаричких официра, Кацу постаје директор у морнаричкој школи у Нагасакију отвореној у периоду од 1855 до 1859. године

## Војна служба
Годину дана касније, 1860, Кацу је служио као капетан брода Канрин мару, (уз помоћ официра америчке морнарице Џона Брука, са задатком да испрати прву јапанску делегацију за Сан Франциско, Калифорнија као део поморског пута за главни град Вашингтон због потписивања званичноg уговора о отварању пет јапанских лука за трговину између Јапана и западних земаља. Брод Канрин Мару, који су израдили холандски бродоградитељи био је први јапански брод који је допловио до обала западне Америке. Каишу остаје у Сан Франциску скоро два месеца где проучава Америчку културу, друштво и технологију. Након повратка у Јапан, Кацу је држао неколико високих позиција у морнарици Токугава шогуната, али се стално раправљајући у корист прављења праве Јапанске морнарице коју би водили обучени официри без обзира на њихову касту и статус у друштву. У периоду од 1863 до 1864 Кацу бива постављен као директор морнаричке школе у граду Кобе и упркос краткотрајном постојању место постаје центар људи са другачијим мишљењем од којих ће многи постати будући реформисти владе попут Сакамото Рјоме који ће под утицајима морнаричке школе и Кацу Кашуа основати Каиентаи.
Нешто касније, 1866. године, Кацу је именован као преговарач између бакуфу владе и анти-шогунског про-џои покрета Чошу. Као главни преговарач за Токугава Шогунат постарао се да преговори протекну у релативном миру доприносећи лакшој транзицији која касније постаје позната као период Меиџи обнове.
Иако је био симпатизер неких идеја анти-Токугава покрета, Кацу је остао веран Шогуну чак и током Бошин рата. После пада Токугавиних војних снага, касне 1867. године, Кацу је био главни преговарач у предају палате Едо. Саиго Такамори заузео је палату 11. априла 1868. године.

## Касније године
Након што је нова империјална влада заузела сад бившу престоницу Шогунске владавине, Едо бива преименован у Токио („источна престоница“), а Кацу одлази у Шизуоку. Поново ће се вратити као помоћник министра Јапанске морнарице 1872. године а затим и као министар у периоду 1873. до 1878. Био је један од најистакнутијих фигура бивше владе Шогуната који је због своје способности и знања брзо поново познан као испомоћ у владавини нове владе Меиџи периода. Ипак будући да су официри морнарице долазили понајвише из подручја Сацуме, сматра се да је његов утицај био минималан служећи као старији саветник за национална питања. Током следеће две деценије Кацу је служио као део крунског савета где је писао искључиво о питањима за морнарицу све до своје смрти 1899. године.
Године 1887, добија титулу хакушаку.
За собом оставља своје мемоаре, сакупљене у књизи Hikawa Seiwa.